# AMBER Alert
Amber Alert, или Child Abduction Emergency Alert — система оповещения о похищении детей в США.
AMBER является официальной обратной аббревиатурой названия системы для America’s Missing: Broadcast Emergency Response, но была названа в честь 9-летней Эмбер Хагерман (Amber Hagerman), которая была похищена и убита в Арлингтоне, Техас в 1996 году. Когда-то использовались региональные альтернативные названия оповещений в некоторых штатах: «Levi’s Call» в Джорджии (в память о Леви Фреди (Levi Frady)), «Maile Amber Alert» на Гавайах (в память о Майли Гилберт (Maile Gilbert)), «Morgan Nick Amber Alert» в Арканзасе (в память о Морган Ник (Morgan Nick)) и «Rachael Alert» в Юте (в память о Рэйчел Райан (Rachael Runyan)).
В США распространение сигналов AMBER Alert производится с помощью коммерческих радиостанций, интернет радио, спутникового радио, телевизионных станций и текстовых сообщений, а также с помощью систем кабельного телевидения посредством Системы экстренного оповещения и погодного радио Национального управления океанических и атмосферных исследований. Оповещения также распространяются с помощью электронной почты, электронных дорожных табло, электронных коммерческих рекламных щитов и SMS сообщений. AMBER Alert так же объединились с компаниями Google, Bing и Facebook для донесения информации относящейся к AMBER Alert постоянно растущему населению: оповещения AMBER Alert автоматически отображаются, если граждане используют поиск или функции карты в Google или Bing. С помощью Google Child Alert (так же известную как Google Amber Alert в некоторых странах) люди видят оповещения Amber Alert, если ищут связанную информацию в определённых местоположениях, где недавно был похищен ребёнок и принято решение о трансляции оповещения Amber Alert. Этот компонент системы AMBER Alert уже используется в США (также ведутся разработки в Европе). Все заинтересованные в получении SMS рассылки с оповещениями AMBER Alert в их округе могут подписаться на неё посетив сайт Wireless Amber Alerts, которая бесплатна согласно закону. В некоторых штатах для показа оповещений также используются табло лотерейных автоматов.

Решение об объявлении тревоги AMBER Alert принимается любой полицейской структурой (во многих случаях это полиция штата или дорожная полиция), которая расследует любое из похищений. Публичная информация AMBER Alert обычно состоит из имени и описания похищенного, описания подозреваемого в похищении, а также описание и номерные знаки автомобиля похитителя, если таковые имеются.

## Критерий запуска системы оповещения
Оповещения AMBER Alert распространяются с помощью Системы экстренного оповещения о чрезвычайных ситуациях, которая использовалась главным образом для распространения бюллетеней погоды, информации о гражданских чрезвычайных ситуациях или национальных чрезвычайных ситуациях. В Канаде оповещения передаются с помощью Alert Ready — канадскую систему аварийного оповещения. Оповещения обычно содержат описание ребёнка и вероятного похитителя.
Чтобы избежать ложных тревог, а также игнорирования оповещений по причине привыкания (аналогично басне Мальчик, который кричал: «волк!»), составлены весьма строгие критерии для запуска оповещений. В план оповещений AMBER Alert каждого штата или провинции установлены свои собственные критерии активации системы, что означает существование различий в оценке инцидентов, которые оправдывают использование системы. Однако, Министерство юстиции США выпустило «руководство», которого большинство штатов, как говорят, «строго придерживаются»:
1. Правоохранительные органы должны подтвердить, что похищение действительно произошло.
2. Наличие опасности жизни и здоровью ребёнка.
3. Наличие достаточной информации о ребёнке, похитили ли его на транспортном средстве.
4. Ребёнок должен быть несовершеннолетним.

Многие структуры правоохранительных органов не использовали пункт № 2 как обязательный критерий, что привело к запускам системы в случаях похищения родителями, когда не предполагалось наличие опасности жизни или здоровью ребёнка. В 2013 в Западной Вирджинии был принят Закон Скайлар, который исключил пункт № 1 из критериев для запуска AMBER Alert.
Рекомендуется немедленно передавать данные AMBER Alert в Национальный информационный центр по вопросам преступности Федерального бюро расследований (ФБР). Необходимо передавать текстовую информацию о том, что случай был помечен как похищение ребёнка, а также информацию, описывающую обстоятельства похищения.
Критерии Королевской канадской конной полиции (КККП) практически идентичны списку, представленному выше, за исключением того, что уведомление должно передаваться в КККП, а не ФБР. Эти организации могут уведомлять друг друга, если есть причины предполагать, что имело место пересечение границы между странами.
Если следователи предполагают, что ребёнок может быть перевезён через границу Канады или Мексики, то Погранично-таможенная служба США, Служба Пограничного контроля США и Управление пограничных служб Канады получают уведомление и должны обыскивать каждый автомобиль, проезжающий через пограничные контрольно-пропускные пункты.

### Инциденты, не удовлетворяющие критериям запуска системы оповещения
Министерство юстиции США разработало программу Групп реагирования при похищении детей (ГРПД) для помощи региональным подразделениям в случаях, которые не удовлетворяют критериям запуска AMBER Alert. Эта программа может использоваться во всех случаях похищение детей: как совместно с оповещениями AMBER Alert, так и без них. Программа ГРПД предполагает использование для поиска несовершеннолетних детей сбежавших из дома, жизнь и здоровье которых в опасности. По состоянию на 2010 год 225 команд этой программы прошли подготовку в 43 штатах, Вашингтоне, Пуэрто-Рико, Багамских Островах и Канаде.

### Критика
Независимые исследователи сообщали, что утверждения властей и СМИ о том, будто система «спасает жизни» ложны, и тревоги способствуют возвращению в основном тех детей, которые были увезены лишённым опеки родителем или иным родственником, не приводя к спасению жертв настоящих преступников. Также большое количество ложных тревог может приводить к привыканию общества, а влияние появления информации о похищениях на придорожных электронных биллбордах в час пик — мешать движению. Последнее обстоятельство заставило некоторые штаты США ограничить такую демонстрацию.

## Ложные запуски системы
Защитники пропавших детей выражают обеспокоенность о том, что общественность постепенно теряет чувствительность к предупреждениям AMBER Alert из-за большого количества ложных запусков системы сигналов тревоги полицией без строгого соблюдения инструкций по активации от Министерства Юстиции США.

## Эмбер Хагерман
Эмбер Рене Хагерман (англ. Amber Rene Hagerman, 25 ноября 1986 ― 15 января 1996) — девочка, похищенная во время езды на велосипеде со своим братом в Арлингтоне, штат Техас. Ее младший брат, Рики, поехал домой без нее, потому что Эмбер захотела остаться на парковке на некоторое время. Когда он вернулся, чтобы забрать ее, Рики нашел только ее велосипед. Сосед, ставший свидетелем похищения, позвонил в 911. Услышав эту новость, отец Хагерман, Ричард, позвонил Марку Клаасу, чья дочь Полли была похищена и убита в Петалуме, штат Калифорния, 1 октября 1993 года. Ричард и мать Эмбер, Донна Уитсон (ныне Донна Норрис), оповестили средства массовой информации и ФБР. Они и их соседи начали поиски Эмбер.
Через четыре дня после ее похищения, около полуночи, обнаженное тело Эмбер было обнаружено в ручье за жилым комплексом с тяжелыми рваными ранами на шее. Место ее обнаружения находилось менее чем в пяти милях (8 км) от места, где она была похищена. Ее убийство до сих пор остается нераскрытым.
В течение нескольких дней после смерти Эмбер Донна Уитсон призывала к более жестким законам, регулирующим похитителей и сексуальных преступников. Родители Эмбер вскоре создали организацию «Люди против сексуальных преступников» (P.A.S.O.). Они собирали подписи, надеясь заставить законодательное собрание Техаса принять более строгие законы по защите детей.
Международная церковь God's Place пожертвовала первое офисное помещение для организации, и, поскольку поиски убийцы Эмбер продолжались, P.A.S.O. почти ежедневно освещалась в местных СМИ. Компании пожертвовали различные канцелярские принадлежности, включая компьютер и интернет-услуги. Конгрессмен Мартин Фрост с помощью Марка Клааса разработал проект «Закона Эмбер Хагерман о защите детей». Оба родителя Хагерман присутствовали, когда президент Билл Клинтон подписал закон о создании национального реестра сексуальных преступников. Затем Уитсон и Ричард Хагерман начали собирать подписи в Техасе, которые они планировали представить тогдашнему губернатору Джорджу У. Буша в знак того, что люди хотят более строгих законов для сексуальных преступников.
В июле 1996 года Брюс Сейберт (чья собственная дочь была близкой подругой Эмбер) и Ричард Хагерман посетили медиа-симпозиум в Арлингтоне. Хотя у Хагермана были подготовлены замечания, в день мероприятия организаторы попросили Сейберта выступить вместо него. В своей 20-минутной речи он рассказал об усилиях, которые местная полиция могла бы предпринять быстро, чтобы помочь найти пропавших детей, и о том, как средства массовой информации могли бы способствовать этим усилиям. Си Джей Уилер, репортер радиостанции KRLD, вскоре после этого обратился к начальнику полиции Далласа с идеями Сейберта и запустил первую в истории Amber Alert.
Уитсон дал показания перед Конгрессом США в июне 1996 года, попросив законодателей создать общенациональный реестр сексуальных преступников. Представитель Мартин Фрост, конгрессмен, представляющий округ Уитсона, предложил «Закон Амбер Хагерман о защите детей». Среди разделов законопроекта был один, который предусматривал создание национального реестра сексуальных преступников.
В течение следующих двух лет оповещения для участвующих радиостанций делались вручную. В 1998 году Фонд "Детское оповещение" создал первую полностью автоматизированную систему оповещения (ANS) для уведомления окружающих общин о пропаже или похищении ребенка. Предупреждения были разосланы радиостанциям в соответствии с первоначальной просьбой, но включали телевизионные станции, близлежащие правоохранительные органы, газеты и местные организации поддержки. Эти предупреждения были разосланы сразу по пейджерам, факсам, электронной почте и мобильным телефонам с информацией, немедленно размещенной в Интернете для всеобщего обозрения.
После автоматизации AMBER Alert с помощью технологии ANS, созданной Фондом Child Alert, Национальный центр по делам пропавших и эксплуатируемых детей (NCMEC) расширил свою роль в 2002 году для продвижения AMBER Alert, хотя в 1996 году нынешний генеральный директор NCMEC отказался прийти и оказать дальнейшую помощь AMBER Alert по просьбе Брюса Сейберта и Ричарда Хагермана и с тех пор активно работал над распространением оповещений с использованием существующей национальной сети экстренного радио и телевизионного реагирования.

## Международная преемственность
Полные или частичные аналоги системы были введены в некоторых странах.

### Россия
В 2019 году Мегафон представил собственную систему оповещения — «МегаФон. Поиск» Эта система задействована во всех регионах Российской Федерации, где есть покрытие или представительство компании МегаФон. Система используется для поиска детей и взрослых. За полгода сервис использовался для поиска более 250 человек, и, в более чем 30 % случаев, информация о пропавшем человеке была получена от общественности.

### Австралия
В мае 2005 года в австралийском штате Квинсленд была введена версия предупреждений AMBER. Остальные австралийские штаты присоединились к Квинсленду в программе Facebook Amber Alert в июне 2017 года.

### Ирландия
В апреле 2009 года было объявлено, что система оповещения AMBER Alert будет создана в Ирландии. В мае 2012 года было официально введено предупреждение Child Rescue Ireland (CRI). Первое ирландское предупреждение AMBER Alert было сделано в связи с исчезновением двух мальчиков, Эогана (10 лет) и Руари Чада (5 лет).

### Малайзия
В сентябре 2007 года в Малайзии было введено так называемое «Предупреждение Нурин». Основываясь на предупреждении AMBER, оно названо в честь пропавшей и впоследствии убитой восьмилетней девочки Нурин Джазлин.

### Мексика
Мексика присоединилась к международным усилиям по распространению использования системы предупреждения AMBER Alert на официальной церемонии запуска 28 апреля 2011 года.

### Словакия
С апреля 2015 года в Словакии действует система экстренного оповещения о похищении детей «AMBER Alert Slovakia». (www.amberalert.sk)

### Франция
В феврале 2006 года министерство юстиции Франции запустило устройство, основанное на предупреждениях AMBER под названием Alerte-Enlèvement (оповещение о похищении) или Dispositif Alerte-Enlvement (оповещение о случае похищения) при поддержке большинства средств массовой информации, железнодорожных и автомобильных компаний.

## Влияние на дорожное движение
Предупреждения AMBER Alert часто отображаются на электронных знаках сообщений.
Федеральное управление автомобильных дорог поручило штатам показывать предупреждения на дорожных знаках с осторожностью, ссылаясь на чрезмерное отвлечение внимания водителей от дорожной обстановки и негативные последствия заторов на дорогах.
Во многих штатах действует политика, ограничивающая использование предупреждений AMBER на знаках автострад. В Лос-Анджелесе предупреждение AMBER, выпущенное в октябре 2002 года и отображавшееся на дорожных указателях, вызвало значительные заторы на дорогах. В результате Дорожный патруль Калифорнии решил не отображать предупреждения в час пик, ссылаясь на проблемы безопасности. Штат Висконсин отображает оповещения AMBER только на указателях автострад, если это будет сочтено целесообразным транспортным департаментом и агентством общественной безопасности. Предупреждения AMBER не исключают сообщения, связанные с безопасностью движения.

## Общественное влияние
Почтовая служба Соединённых Штатов выпустила почтовую марку, посвящённую системе предупреждения AMBER Alerts в мае 2006 года. На 39-центовой марке изображён пастельный рисунок мелом, сделанный художником Вивьен Флешер, о воссоединённой матери и ребёнка, с текстом «AMBER ALERT спасает пропавших детей». Марка была выпущена в рамках празднования Национального дня пропавших детей.